# Zeche Carl Wilhelm
Die Zeche Carl Wilhelm ist ein ehemaliges Steinkohlenbergwerk im Bochumer Stadtteil Stiepel, Ortsteil Brockhausen. Das Bergwerk war auch unter dem Namen Zeche Carl Wilhelm & Carl Wilhelms Erbstollen bekannt und ist aus einer Umbenennung der Zeche Vereinigte Altemann entstanden. In der 2. Hälfte des 19. Jahrhunderts wurde auf dem Bergwerk auch Brauneisenstein und Kohleneisenstein abgebaut. Das Bergwerk gehörte zum Märkischen Bergamtsbezirk und dort zum Geschworenenrevier Westlich Witten.

## Bergwerksgeschichte
Nach der Umbenennung im Jahr 1844 wurde zunächst ein Querschlag am tonnlägigen Schacht Wilhelm aufgefahren. Anschließend wurde eine 745 Meter lange Richtstrecke in Richtung Osten aufgefahren. Im selben Jahr wurde das Erbstollenrecht beantragt, um die Richtstrecke über 775 Meter hinaus aufzufahren. Beabsichtigt war die Erschließung der Berechtsamen Westermanns Leibzucht Nr. II, Lina, Neuezufall, Mitgottgewagt, Neuehafen und Neuezufall. Diese Berechtsamen sollten über einen südlichen Querschlag erschlossen werden. Die Berechtsame Westermanns Leibzucht Nr. I sollte mit einem nördlichen Querschlag gelöst werden. Außerdem sollte eine Weiterauffahrung nach Osten erfolgen, falls dort keine Lösung der Berechtsame über den Gibraltar Erbstolln bestand. Ausgehend vom Stollenmundloch wurde ein 250 Lachter langer Schienenweg zum Ruhrmagazin erstellt. Außerdem wurde im ersten Betriebsjahr bereits geringer Abbau betrieben.
Im Jahr 1845 durchfuhr der Querschlag nach Süden die Augustusbänke. 1847 wurde der weitere Vortrieb des Querschlags nach Süden gestundet und mit der Auffahrung des Querschlags nach Norden begonnen. Am 15. Mai 1848 erfolgte die Verleihung der Längenfelder Carl Wilhelm Nr. I und II sowie die Verleihung des Erbstollenrechtes. Es wurden verschiedene Flöze abgebaut, hauptsächlich in westlicher Richtung, dazu wurde Eisenstein abgebaut. Es waren insgesamt vier Flöze mit unterschiedlichen Mächtigkeiten in Verhieb. Bei einem dieser Flöze schwankte die Mächtigkeit zwischen 20 und 24 Zoll. Bei den anderen drei Flözen war das Geringmächtigste 17 und das Mächtigste 24 Zoll hoch, das dritte Flöz hatte eine Mächtigkeit von 21 Zoll. Der Transport erfolgte über den 522 Meter langen Schienenweg zur Ruhr. 1853 erfolgte die Förderung über den tonnlägigen Schacht Wilhelm aus einer Teufe von 17 Lachter. Im darauffolgenden Jahr wurde das Bergwerk durch die Eigentümer des Carl Wilhelms Erbstollens erworben. Es wurde aber bis zur Stilllegung als selbständiger Betrieb geführt. 1859 wurde der Betrieb eingestellt, da die Eigentümer ständig Zubußen bezahlen mussten. Außerdem waren zu diesem Zeitpunkt nur noch geringmächtige Flöze mit unreiner Kohle vorhanden. 1869 wurde das Bergwerk wieder in Betrieb genommen und um 1875 endgültig stillgelegt.

### Förderung und Belegschaft
Die ersten Förderzahlen stammen aus dem Jahr 1845, es wurden 4727 Tonnen Steinkohle abgebaut, davon 23 Tonnen aus dem Erbstollenvortrieb. Die ersten Belegschaftszahlen stammen aus dem Jahr 1847, es waren in dem Jahr zwischen 14 und 56 Bergleute, davon neun Bergleute, im Erbstollen, beschäftigt. In diesem Jahr wurden 51.314 Scheffel, das sind 2822 Tonnen, Steinkohle gefördert. 1850 wurden 5.246 Tonnen, davon 76 Tonnen aus dem Erbstollenvortrieb, gefördert. Im Jahr darauf wurden mit 6091 Tonnen die maximale Förderung des Bergwerks erreicht. Im Jahr 1855 wurden mit 29 Bergleuten 22.533 preußische Tonnen gefördert. Im Jahr 1857 sank die Förderung auf 951 Tonnen, sie wurde mit 43 Bergleuten erbracht. 1859 sank die Förderung erneut auf 823 Tonnen. Im Jahr 1869 wurden 6681 Tonnen Steinkohle gefördert. Im Jahr 1870 wurden mit 22 Bergleuten rund 5500 Tonnen Steinkohle gefördert. Dies sind die letzten bekannten Förder- und Belegschaftszahlen des Bergwerks.

## Vereinigte Alte Mann
Die aus der Konsolidierung entstandene Zeche förderte im Jahr 1842 insgesamt 6.922 preußische Tonnen Steinkohle. Der Förderschacht Wilhelm war im Jahr 1843 noch in Betrieb. Im Jahr 1844 wurde die Zeche in Zeche Carl Wilhelm umbenannt.